# Najade (schip, 1999)
De Najade is een oud sneldienstschip van rederij Doeksen. Dit schip werd in 1999 aangeschaft door Doeksen om ingezet te worden voor groepsvervoer over de Waddenzee. Het werd ook gebruikt als reserveschip of extra schip voor de sneldienst. Als de Koegelwieck uit de vaart was voor onderhoud of door problemen, werd de Najade ingezet.
Al snel bleek echter dat de markt voor groepsvervoer verkeerd was ingeschat. In 2004 was rederij Doeksen gedwongen om dit schip te verkopen, of om de prijs van de kaartjes met €1,- te verhogen. Er werd besloten het schip te verkopen. Na veel verkooppogingen werd het schip uiteindelijk verkocht aan Seaport International Shipping Co. LTD in de Verenigde Arabische Emiraten. Het schip werd omgedoopt in Sea Jaguar en verbouwd tot crewboat.